# Дельгадо Роман, Эктор
Э́ктор Луис Дельга́до Рома́н (исп. Héctor Luis Delgado Román; род. 12 сентября 1978 года, Каролина, Пуэрто-Рико) — пуэрто-риканский певец-исполнитель музыки в стиле Реггетон, известный под сценическими псевдонимами Эктор Эль Фадер (исп. Héctor «El Father») и Эктор Эль Бамбино (исп. Héctor «El Bambino»). Как продюсер Дельгадо сотрудничал с несколькими продюсерами, такими, как Эмилио Эстефан. В 2008 году ушёл из жанра из-за проблем в жизни.

## Биография
Эктор начинал свою карьеру в начале 90-х в группе Masters Of Funk совместно с Julio Voltio и Rey 29, хоть группа и была довольно успешной, но ни одного альбома они так и не выпустили. Позже Эктор присоединился к Тито, с которым они создали дуэт «Hector y Tito» (Los Bambinos), один из самых успешных и известных дуэтов в истории Реггетона, который впоследствии открыл дорогу к славе для других исполнителей. После распада дуэта Эктор начинает сольную карьеру. В 2008 году он принимает решение покинуть жанр и погрузиться в религию. Как продюсер, El Father работал с огромным количеством исполнителей и привёл их к славе, это объясняет его псевдоним (и прозвище — El Papa De Los Pollitos).
Дельгадо стал одним из известных продюсеров не только в жанре реггетон, но и в Latin American Music Business, работая в том числе и с известным кубинским продюсером Emilio Estefan.

### Дискография как Hector «El Father»
- The Godfather (2002)
- Los Anormales (2004)
- Sangre Nueva (2005)
- Gold Star Music La Familia: Reggaeton Hits (2005)
- Los Rompe Discotekas (2006)
- The Bad Boy (2006)
- El Rompe Discoteka The Mix Album (2007)
- The Bad Boy The Most Wanted Edition (2007)
- Mi Trayectoria (2008)
- El Juicio Final (2008)

### Дискография Hector y Tito
- Violencia Musical (1998)
- Nuevo Milenio (2000)
- Lo De Antes (2002)
- A La Reconquista (2003)
- La Historia Live (2003)
- Season Finale (2005)